# William Bagot (homme politique)
Pour les articles homonymes, voir William Bagot et Bagot.
William Bagot (mort en 1407) est un conseiller et administrateur du roi Richard II d'Angleterre.
Bagot est actif dans le Warwickshire au où il sert le comte de Warwick, puis le duc de Lancastre et son fils Bolingbroke. Il est adoubé en 1386. Il est nommé shérif du Warwickshire et du Leicestershire en 1382. Il représente à 11 reprises le Warwickshire au Parlement entre 1388 et 1402.
Pendant les années 1390, il devient conseiller du roi Richard II aux côtés de John Bussy et Henry Green.
Lorsque Richard part en expédition punitive en Irlande en mai 1399, Bagot, Bussy, Green et le trésorier William le Scrope sont chargés par le roi d'assister le duc d'York, désigné régent. Bolingbroke, exilé en France, en profite pour débarquer à Ravenspurn fin juin. Bussy, Green et le Scrope sont capturés par Bolingbroke le 28 juillet et décapités le lendemain. Bagot se réfugie en Irlande mais est capturé quelques mois plus tard et transféré à Londres pour y être jugé. Bolingbroke, devenu entretemps le roi Henri IV en septembre 1399, le traite avec indulgence et l'emprisonne pendant un an.
Bagot meurt dans sa résidence du Warwickshire le 6 septembre 1407. Ses biens reviennent à sa fille aînée Isabelle Stafford.